# Francesco Maria Barracu
Francesco Maria Barracu (Santu Lussurgiu, 1º novembre 1895 – Dongo, 28 aprile 1945) è stato un militare italiano, combattente nella prima guerra mondiale e nella guerra d'Etiopia, membro del Partito Nazionale Fascista sin dal 1921, giornalista, e infine esponente di spicco del Governo della Repubblica Sociale Italiana. Fu catturato con Benito Mussolini mentre si dirigevano verso la Valtellina, venendo quindi fucilato dai partigiani, che ne esposero il cadavere a piazzale Loreto a Milano.

## Biografia
Nacque a Santu Lussurgiu il 1º novembre 1885, figlio di Antonio e Maria Paola Motzo. Nella prima guerra mondiale, come tenente di fanteria del Regio esercito, perse il braccio destro e fu fatto prigioniero degli austriaci. Dopo uno scambio di prigionieri, prestò servizio in Libia. Smobilitato il 31 agosto del 1921 quale mutilato di guerra, si iscrisse quell'anno al Partito Nazionale Fascista, all'interno del quale ottenne diversi incarichi, tra cui quello di Presidente del Fascio della Sardegna. 
Dall'ottobre 1935 partecipò alle operazioni militari in Africa Orientale durante la guerra d'Etiopia come capitano del Regio Corpo Truppe Coloniali, e nel dicembre 1936 fu comandante del III battaglione Dubat. Durante il conflitto perse un occhio, a seguito delle ferite ricevute il 3 marzo 1937, in un'azione di rastrellamento. Tornato in patria fu insignito della medaglia d'oro al valor militare. Si dedicò poi al giornalismo soprattutto su questioni coloniali. Nel 1941-42 fu segretario federale del PNF di Bengasi (Cirenaica), dove ottenne una medaglia d'argento al V.M. e successivamente di Catanzaro.
Dopo l'armistizio di Cassibile, seguì Benito Mussolini e partecipò alla fondazione della Repubblica Sociale Italiana (RSI), contribuendo a convincere il maresciallo Rodolfo Graziani ad assumere il ministero della Difesa Nazionale. Nominato Sottosegretario alla Presidenza del Consiglio dei ministri, ebbe notevole ruolo sul trasferimento al nord dei funzionari dei ministeri e nell'organizzazione dell'amministrazione repubblicana. Tentò, ma senza successo, di annettere la Sardegna al governo di Salò, poi costituì una formazione di militi sardi nota come Battaglione volontari di Sardegna «Giovanni Maria Angioy».
Durante la prima riunione del neonato Partito Fascista Repubblicano attaccò duramente il segretario Alessandro Pavolini e il ministro Guido Buffarini-Guidi, supplicando invano Mussolini di prenderne il posto. Accusato da Giovanni Preziosi d'esser massone, negli ultimi mesi di guerra si schierò con la corrente estremista e chiese che Milano non venisse abbandonata, nel tentativo di farne l'«Alcazar del fascismo».
Dopo la celebre riunione alla sede arcivescovile del cardinale Schuster (cui partecipò), il 25 aprile 1945 seguì Mussolini nella sua fuga verso il lago di Como, ma fu preso prigioniero insieme ad altri gerarchi a Dongo dai partigiani, che tre giorni dopo lo fucilarono alle spalle. Prima dell'esecuzione, Barracu chiese inutilmente «Sono una medaglia d'oro, ho diritto ad essere fucilato al petto». Aveva 49 anni.

## Onorificenze

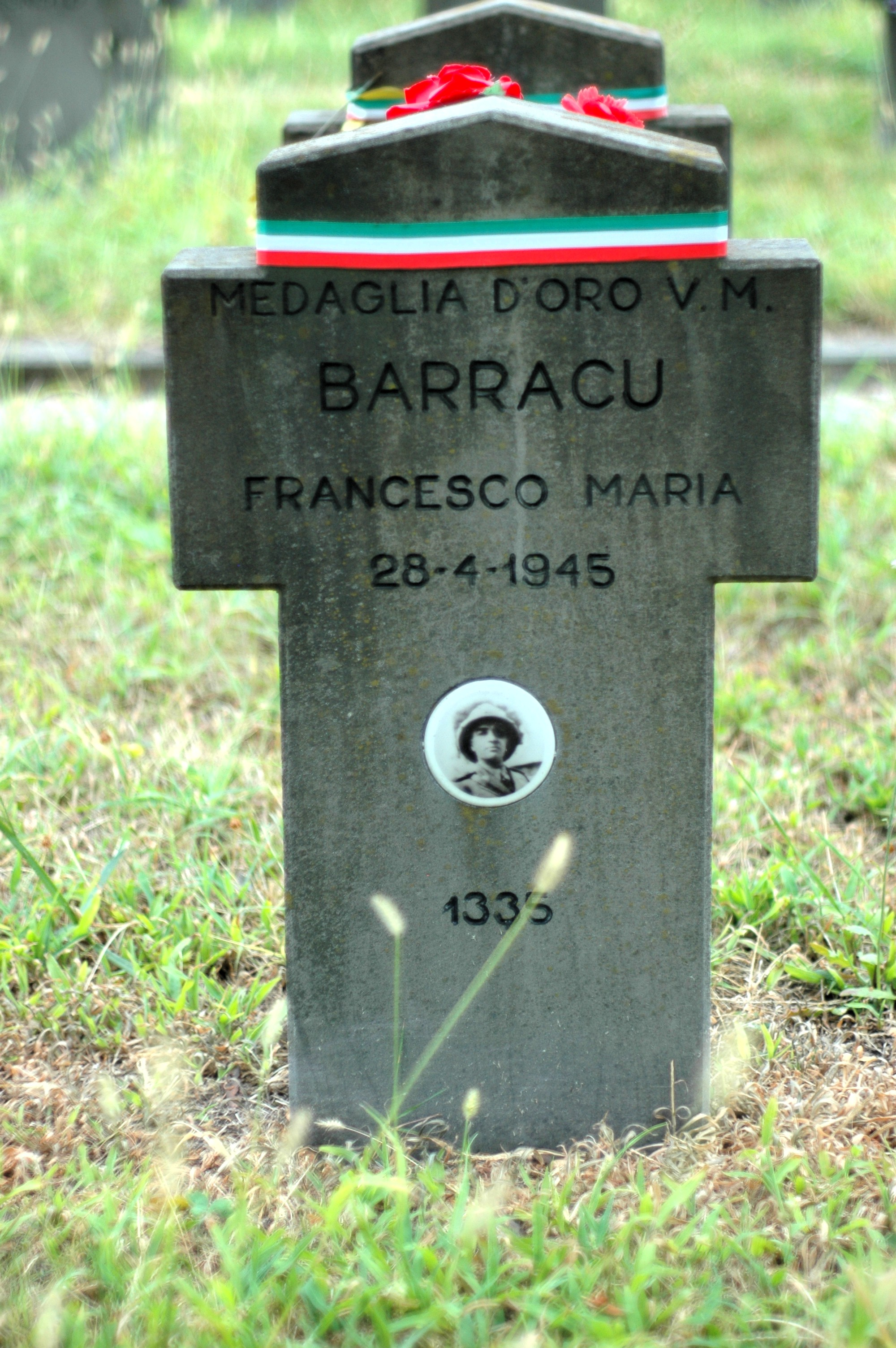
Tomba di Francesco Maria Barracu nel Campo X del Cimitero Maggiore di Milano

Francesco Barracu: capitano in s.p.e III battaglione arabo - somalo V rag. bande

## Nella cultura di massa

### Filmografia
Nel film del 1974 Mussolini ultimo atto, diretto da Carlo Lizzani, Barracu è interpretato da Andrea Aureli.